# Louis de Saxe-Cobourg-Gotha
Louis Gaston Clément Marie Miguel Gabriel Raphaël Gonzague de Saxe-Cobourg-Gotha, prince de Saxe-Cobourg, est né  le 15 septembre 1870 à Ebenthal en Autriche-Hongrie et il est mort le 23 janvier 1942 à Innsbruck, en Autriche.

## Famille
Le prince Louis est le quatrième et dernier fils du prince Auguste de Saxe-Cobourg-Gotha (1845-1907) et de son épouse la princesse Léopoldine du Brésil (1847-1871).
Par sa mère, Louis est donc le petit-fils de l'empereur Pierre II du Brésil (1825-1891) et de son épouse la princesse Thérèse-Christine de Bourbon-Siciles (1822-1889), tandis que par son père, il descend du prince Auguste de Saxe-Cobourg-Gotha (1818-1881) et de son épouse la princesse Clémentine d'Orléans (1817-1907). Il est également un neveu de Ferdinand Ier de Bulgarie.

## Biographie
Louis de Saxe-Cobourg-Gotha est né au château d'Ebenthal, propriété des Saxe-Cobourg, le 15 septembre 1870. Ses parents partageaient leur temps entre le Brésil et l'Europe, retournant traditionnellement s'établir dans le pays de la princesse Léopoldine afin qu'elle y mette au monde ses enfants pour consolider la monarchie brésilienne encore récente. Après avoir donné successivement le jour à ses trois premiers fils outre-Atlantique, le couple princier s'embarque pour un long séjour en Europe en août 1869. Apprenant qu'une nouvelle grossesse s'annonce, Léopoldine et son mari décident de demeurer cette fois en Europe où la princesse doit accoucher en Autriche. 
Après la naissance sans complications de Louis, la joie des parents est de courte durée, car, en janvier 1871, la princesse Léopoldine contracte une fièvre typhoïde et meurt, trois semaines plus tard, le 7 février à Vienne. Après la mort de leur mère, se tient un conseil de famille pour décider du devenir de ses enfants orphelins. Selon les vœux de ses grands-parents brésiliens, tandis que les deux aînés, Pierre et Auguste, s’installent, en mars 1872 auprès de leurs grands-parents, à Rio de Janeiro, les deux fils cadets Joseph et Louis demeurent avec leur père, Auguste de Saxe-Cobourg-Gotha (1845-1907) qui choisit de rester en Autriche.

### Carrière militaire
Louis étudie à l'Académie militaire thérésienne de Wiener-Neustadt, où il obtient son diplôme en 1892. Il est ensuite promu au grade de lieutenant du quatrième régiment des Tiroler Jäger de l'armée austro-hongroise à Lienz. Le 1er mai 1896, il obtient le grade de premier lieutenant ; le 29 mars 1900, il reçoit le commandement du Ier Tiroler Jäger-Regiment à Innsbruck et, le 1er mai 1903, il est élevé au grade de capitaine. Il quitte l'armée le 8 février 1907.

### Mariages et descendance

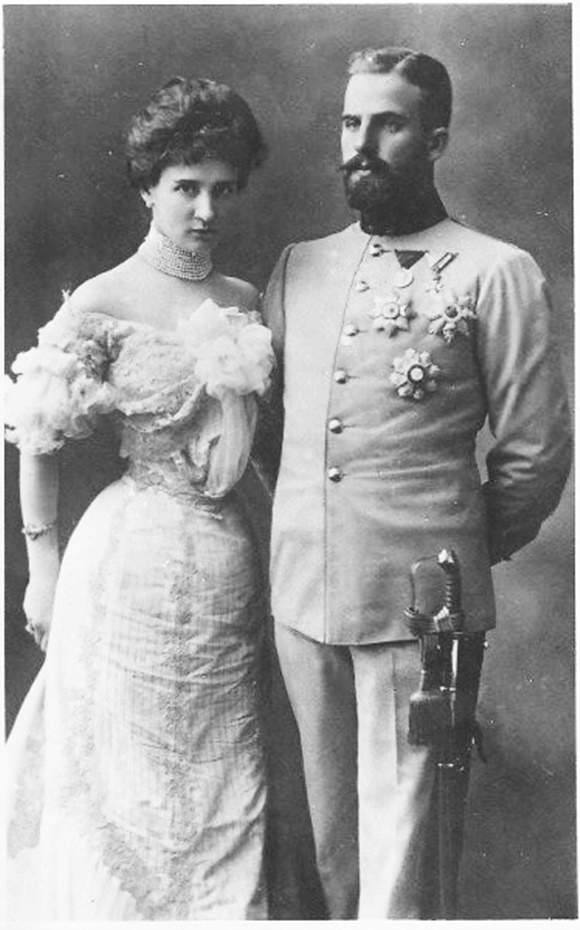
Mathilde de Bavière et Louis de Saxe-Cobourg.

Le 1er mai 1900, à Munich, Louis contracte une union prestigieuse en épousant la princesse Mathilde de Bavière, troisième fille et sixième enfant du roi Louis III de Bavière et de Marie-Thérèse de Modène. Cependant, ce mariage est peu heureux car Louis fait figure de mari jaloux dès le début de ses noces.
Deux enfants sont issus de cette union :
- Antoine de Saxe-Cobourg-Gotha (né le 17 juin 1901 à Innsbruck et mort le 1er septembre 1970 à Haar, près Munich) qui épouse en 1938 Luise Mayrhofer (1903-1974), sans postérité ;
- Marie Immaculée de Saxe-Cobourg-Gotha (née le 10 septembre 1904 à Innsbruck et morte le 18 mars 1940 à Varèse, en Lombardie), célibataire.

Le 6 août 1906, Mathilde meurt de la tuberculose à Davos. Louis se remarie à Bischofteinitz le 30 novembre 1907 avec Maria Anna de Trauttmansdorff-Weinsberg (née le 27 mai 1873 à Oberwaltersdorf et morte le 24 juillet 1948 à Cobourg), fille de Karl 4e prince de Trauttmansdorff-Weinsberg et de Josefina Markgräfin Pallavicini, avec laquelle il a une fille :
- Joséphine de Saxe-Cobourg-Gotha (née le 30 septembre 1911 au château de Vogelsang près de Steyr et morte le 27 novembre 1997 à Stockdorf), qui épouse en 1937 Richard von Baratta-Dragono (1901-1998), ingénieur agronome, divorcés en 1945, dont deux enfants, célibataires : Maria-Carolina (1937) et Richard-Pedro (1939).

### Mort et inhumation
Le prince Louis meurt, à l'âge de 71 ans, le 23 janvier 1942 à Innsbruck. Il est inhumé à l'église Saint-Augustin de Cobourg.

## Honneurs
Louis de Saxe-Cobourg est :
- Chevalier de l'ordre de Saint-Hubert (Bavière) (1892) ;
- Grand-croix de l'ordre de la Couronne de Rue (Saxe) ;
- Grand-croix de l'ordre de la Maison ernestine de Saxe (duché de Saxe-Cobourg et Gotha) (1900).

#### Ouvrages

Blason des Saxe-Cobourg brésiliens.

: document utilisé comme source pour la rédaction de cet article.
- Olivier Defrance, La Médicis des Cobourg : Clémentine d’Orléans, Bruxelles, Racine, 2007, 368 p. (ISBN 978-2-87386-486-6 et 2-87386-486-9, lire en ligne). .
- Nicolas Énache, La descendance de Marie-Thérèse de Habsburg, Paris, Éditions L'intermédiaire des chercheurs et curieux, 1999, 795 p. (ISBN 978-2-908003-04-8).
- Michel Huberty et Alain Giraud, L'Allemagne dynastique : HESSE-REUSS-SAXE, t. I, Le Perreux-sur-Marne, 1976, 597 p.
- Jean-Fred Tourtchine, Les Manuscrits du CEDRE : Le royaume de Portugal - L'empire du Brésil, vol. III, t. I, Clamecy, Imprimerie Laballery, 1987, 192 p..